# Mesa de Ocaña
Mesa de Ocaña è una comarca della Spagna, situata nella comunità autonoma di Castiglia-La Mancia, ed in particolare nella provincia di Toledo.